# تشارلز ويلر دينيسون
تشارلز ويلر دينيسون (بالإنجليزية: Charles Wheeler Denison)‏ هو رجل دين وكاتب أمريكي، ولد في 11 نوفمبر 1809 في نيو لندن في الولايات المتحدة، وتوفي في نوفمبر 1881.